# Happy (Michael Jackson)
Happy è una canzone del cantante statunitense Michael Jackson estratta nel 1973 come quarto ed ultimo singolo dall'album Music & Me. Fu composta e scritta da Michel Legrand e Smokey Robinson.
Nonostante l'album risalga al 1973, in Regno Unito Happy fu pubblicata come singolo solo nel 1983 per promuovere la raccolta della Motown 18 Greatest Hits nella quale il brano fu incluso. Raggiunse la cinquantaduesima posizione nella classifica dei singoli britannici.

## Descrizione
La canzone nacque inizialmente come uno dei temi portanti della colonna sonora del lungometraggio La signora del blues (1972) con protagonista Diana Ross, amica e musa ispiratrice di Michael Jackson. Nella colonna sonora del film il pezzo era solo musicale e soltanto in seguito Smokey Robinson gli diede un testo partendo dalla melodia scritta da Michel Legrand, che fecero originariamente interpretare da Bobby Darin, che la pubblicò come singolo il 23 novembre 1972, raggiungendo la posizione 67 della Billboard Hot 100. Soltanto l'anno seguente la canzone venne pubblicata nella sua versione più conosciuta, cantata da Michael Jackson con il titolo Happy (Love Theme from Lady Sings the Blues). Nonostante il titolo completo, nessuna delle due versioni della canzone venne inclusa nell'album contenente la colonna sonora del film. La versione di Michael Jackson riuscì a classificarsi in Australia alla posizione 31 mentre venne ripubblicata in Regno Unito nel 1983, un anno dopo il successo dell'album Thriller (1982), raggiungendo la posizione 52 della Official Singles Chart.

## Classifiche
| Classifiche (1973-1983) | Posizione massima |
| ----------------------- | ----------------- |
| Regno Unito             | 52                |
| Australia               | 31                |

## Altre versioni
Happy fu reinterpretata in seguito da Smokey Robinson, il suo coautore, che le incluse nel suo album A Quiet Storm (1975).